# Trusetal
Trusetal is een voormalige gemeente in de Duitse deelstaat Thüringen. Op 1 december 2011 werd de stad Brotterode geannexeerd door Trusetal en Trusetal in „Stadt Brotterode-Trusetal“ hernoemd.
Nabij is ook Ruïne Wallenburg gelegen, een kasteelruïne die stamt uit de middeleeuwen.

## Geboren in Trusetal
- Frank Ullrich (1958), biatleet